# Гарнет Бейлі
Гарнет Бейлі (англ. Garnet Bailey; нар. 13 червня 1948, Ллойдмінстер — пом. 11 вересня 2001, Нью-Йорк) — канадський хокеїст, що грав на позиції крайнього нападника.
Володар Кубка Стенлі. Провів понад 500 матчів у Національній хокейній лізі. 
Загинув 11 вересня 2001 під час серії терактів на території США, яка була здійснена за допомогою пілотованих літаків. Був серед пасажирів, одного з таких літаків, рейсу 175 United Airlines, який врізався у південну вежу ВТЦ у Нью-Йорку.

## Ігрова кар'єра
Хокейну кар'єру розпочав 1966 року.

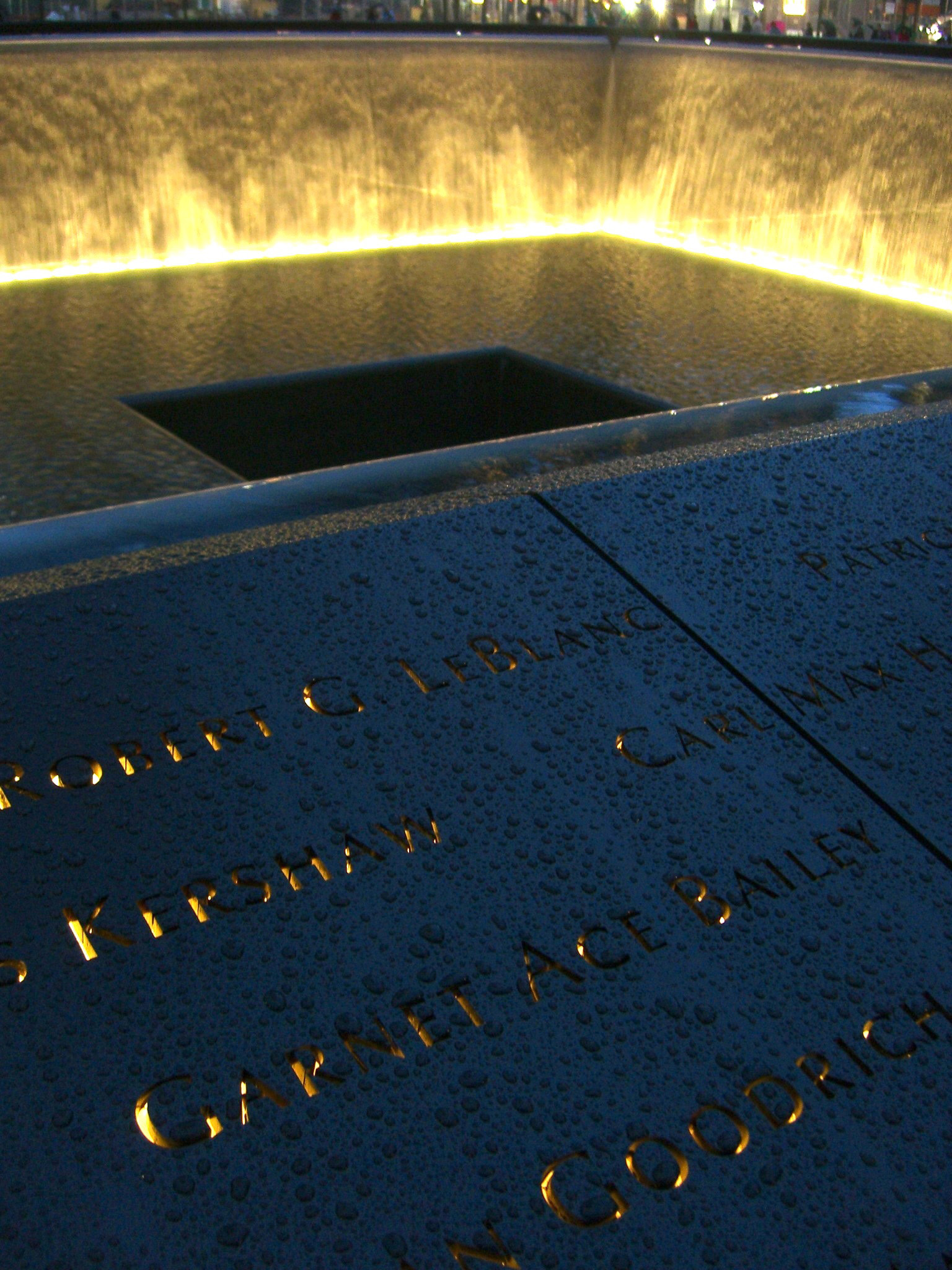
Ім'я Бейлі на панелі S-3 Національного Меморіалу пам'яті жертв 11 вересня на Південній вежі, поряд з іншими пасажирами рейсу 175.

1966 року був обраний на драфті НХЛ під 13-м загальним номером командою «Бостон Брюїнс». 
Протягом професійної клубної ігрової кар'єри, що тривала 12 років, захищав кольори команд «Бостон Брюїнс», «Детройт Ред-Вінгс», «Сент-Луїс Блюз», «Вашингтон Кепіталс» та «Едмонтон Ойлерс».
Загалом провів 583 матчі в НХЛ, включаючи 15 ігор плей-оф Кубка Стенлі.
По завершенні кар'єри гравця працював скаутом «Едмонтон Ойлерс».

## Нагороди та досягнення
- Володар Кубка Стенлі в складі «Бостон Брюїнс» — 1970, 1972 (як гравець).
- Володар Кубка Стенлі в складі «Едмонтон Ойлерс» — 1987, 1990 (як скаут).

## Статистика
| Сезон        | Клуб                     | Ліга         | Регулярний сезон | Регулярний сезон | Регулярний сезон | Регулярний сезон | Регулярний сезон | Плей-оф | Плей-оф | Плей-оф | Плей-оф | Плей-оф |
| Сезон        | Клуб                     | Ліга         | І                | Г                | П                | О                | ШХ               | І       | Г       | П       | О       | ШХ      |
| ------------ | ------------------------ | ------------ | ---------------- | ---------------- | ---------------- | ---------------- | ---------------- | ------- | ------- | ------- | ------- | ------- |
| 1966-67      | «Едмонтон Ойл-Кінгс»     | ЗХЛ          | 56               | 47               | 46               | 93               | 177              |         |         |         |         |         |
| 1967-68      | «Оклахома Сіті Блейзерс» | ЦПХЛ         | 34               | 8                | 13               | 21               | 67               | 7       | 0       | 5       | 5       | 36      |
| 1968-69      | «Герші Берс»             | АХЛ          | 60               | 24               | 32               | 56               | 104              | 9       | 4       | 10      | 14      | 10      |
| 1968-69      | «Бостон Брюїнс»          | НХЛ          | 8                | 3                | 3                | 6                | 10               | 1       | 0       | 0       | 0       | 2       |
| 1969-70      | «Бостон Брюїнс»          | НХЛ          | 58               | 11               | 11               | 22               | 82               | —       | —       | —       | —       | —       |
| 1970-71      | «Оклахома Сіті Блейзерс» | ЦХЛ          | 11               | 3                | 8                | 11               | 28               |         |         |         |         |         |
| 1970-71      | «Бостон Брюїнс»          | НХЛ          | 36               | 0                | 6                | 6                | 44               | 1       | 0       | 0       | 0       | 10      |
| 1971-72      | «Бостон Брюїнс»          | НХЛ          | 73               | 9                | 13               | 22               | 64               | 13      | 2       | 4       | 6       | 16      |
| 1972-73      | «Бостон Брюїнс»          | НХЛ          | 57               | 8                | 13               | 21               | 89               | —       | —       | —       | —       | —       |
| 1972-73      | «Детройт Ред-Вінгс»      | НХЛ          | 13               | 2                | 11               | 13               | 16               | —       | —       | —       | —       | —       |
| 1973-74      | «Детройт Ред-Вінгс»      | НХЛ          | 45               | 9                | 14               | 23               | 33               | —       | —       | —       | —       | —       |
| 1973-74      | «Сент-Луїс Блюз»         | НХЛ          | 22               | 7                | 3                | 10               | 20               | —       | —       | —       | —       | —       |
| 1974-75      | «Сент-Луїс Блюз»         | НХЛ          | 49               | 15               | 26               | 41               | 113              | —       | —       | —       | —       | —       |
| 1974-75      | «Вашингтон Кепіталс»     | НХЛ          | 22               | 4                | 13               | 17               | 8                |         |         |         |         |         |
| 1975-76      | «Вашингтон Кепіталс»     | НХЛ          | 67               | 13               | 19               | 32               | 75               | —       | —       | —       | —       | —       |
| 1976-77      | «Вашингтон Кепіталс»     | НХЛ          | 78               | 19               | 27               | 46               | 51               | —       | —       | —       | —       | —       |
| 1977-78      | «Вашингтон Кепіталс»     | НХЛ          | 40               | 7                | 12               | 19               | 28               | —       | —       | —       | —       | —       |
| 1978-79      | «Едмонтон Ойлерс»        | ВХА          | 38               | 5                | 4                | 9                | 22               | 2       | 0       | 0       | 0       | 4       |
| 1979-80      | «Х'юстон Аполлос»        | ЦХЛ          | 7                | 1                | 0                | 1                | 0                |         |         |         |         |         |
| 1980-81      | «Вічита Вінд»            | ЦХЛ          | 1                | 0                | 0                | 0                | 2                |         |         |         |         |         |
| Усього в НХЛ | Усього в НХЛ             | Усього в НХЛ | 568              | 107              | 171              | 278              | 633              | 15      | 2       | 4       | 6       | 28      |